# Bemyndigelsesloven
Bemyndigelsesloven (ty. das Ermächtigungsgesetz) var en lov udstedt 24. marts 1933 i Tyskland efter rigsdagsbranden, som begyndte 27. februar 1933.
Det første vigtige skridt i Hitlers magtovertagelse kom allerede dagen efter branden, 28. februar, med den såkaldte Rigsdagsbrandforordning, "Forordning af Rigspræsidenten til Beskyttelse af Folket og Staten". Knap en måned efter blev bemyndigelsesloven vedtaget af Tysklands Reichstag, rigsdagen. De to forordninger regnes for det retlige hovedgrundlag for det nationalsocialistiske diktatur.

## Baggrund
Efter at Hitler blev udnævnt til rigskansler 30. januar 1933, bad han præsident von Hindenburg om at opløse rigsdagen. Der blev den 5. marts 1933 afholdt valg til Rigsdagen.
Rigsdagsbrandforordningen havde suspenderet en række af forfatningens borgerrettigheder. Forordningen gav grundlag for, at det nationalsocialistiske parti NSDAP kunne arrestere ledere af kommunistpartiet og ransage partiets kontorer.
Selv om NSDAP ved valget øgede sin tilslutning, var partiet afhængig af Deutschnationale Volkspartei ("Tysknationale Folkeparti"), og for at gøre sig uafhængig påbegyndte Hitler arbejdet med en "fuldmagtslov" som skulle give regeringen lovgivende magt til 1. april 1937 "... eller når den nuværende Rigsregering bliver afløst af en anden".

### Forberedelse og forhandlinger
Bemyndigelsesloven ville bemyndige regeringen til at udstede love uden at involvere Rigsdagen, herunder love, der kunne afvige eller ændre Weimarforfatningen. Vedtagelse af bemyndigelsesloven, der gav vide beføjelser til Rigsrådet (Reichsraat) og således indebar en ændring af Weimarforfatningen, skulle vedtages på samme måde som en grundlovsændring og krævede derved et to tredjedeles flertal, med mindst to tredjedeles deltagelse.
Det blev forventet at socialdemokraterne (SPD) og kommunisterne (KPD) ville stemme imod loven. Regeringen havde allerede arresteret alle kommunister og nogle socialdemokratiske politikere under Rigsdagsbrandforordningen. Nazistpartiet forventede, at partierne der repræsenterede middelklassen, junkerne og erhvervslivet ville stemme for tiltaget, dels fordi de var trætte af ustabiliteten i Weimarrepublikken og dels fordi de ikke turde yde modstand.
Hitler mente, at det med Centerpartiets stemmer ville være nok til at opnå to tredjedeles flertal, og forhandlede derfor med partiets formand Ludwig Kaas, med hvem han nåede til enighed den 22 marts. Kaas indvilligede i at støtte lovforslaget mod forsikringer om partiets fortsatte eksistens og bevarelsen af dets offentlig ansatte, samt beskyttelsen af katolikker og deres skolers borger- og religiøse rettigheder.

## Bemyndigelseslovens tekst
Bemyndigelseslovens fulde tekst var Gesetz zur Behebung der Not von Volk und Reich ("Lov til afhjælpning af folkets og rigets nød").
Som med de fleste love under nationalsocialisternes Gleichschaltung, "ensretningsproces", var bemyndigelsesloven ganske kort. I sin helhed på tysk og dansk:
| Gesetz zur Behebung der Not von Volk und Reich | Lov til afhjælpning af folkets og rigets nød |
| Der Reichstag hat das folgende Gesetz beschlossen, das mit Zustimmung des Reichsrats hiermit verkündet wird, nachdem festgestellt ist, daß die Erfordernisse verfassungsändernder Gesetzgebung erfüllt sind: | Rigsdagen har besluttet og forkynder herved den følgende lov, som har Rigsrådets samtykke og opfylder kravene til en forfatningsændrende lovgivning: |
| Artikel 1 | Artikel 1 |
| Reichsgesetze können außer in dem in der Reichsverfassung vorgesehenen Verfahren auch durch die Reichsregierung beschlossen werden. Dies gilt auch für die in den Artikeln 85 Abs. 2 und 87 der Reichsverfassung bezeichneten Gesetze. | Rigslove kan i tillæg til den fremgangsmåde som er forudset i Rigsforfatningen også besluttes af Rigsregeringen. Dette gælder også for de love der omhandles i Rigsforfatningens art. 85 afsnit 2 og art. 87.                                                                             |
| Artikel 2 | Artikel 2 |
| Die von der Reichsregierung beschlossenen Reichsgesetze können von der Reichsverfassung abweichen, soweit sie nicht die Einrichtung des Reichstags und des Reichsrats als solche zum Gegenstand haben. Die Rechte des Reichspräsidenten bleiben unberührt. | Rigslove besluttet af Rigsregeringen kan afvige fra Rigsforfatningen så længe de ikke vedrører indrettelsen af Rigsdagen og Rigsrådet. Rigspræsidentens rettigheder forbliver uberørt. |
| Artikel 3 | Artikel 3 |
| Die von der Reichsregierung beschlossenen Reichsgesetze werden vom Reichskanzler ausgefertigt und im Reichsgesetzblatt verkündet. Sie treten, soweit sie nichts anderes bestimmen, mit dem auf die Verkündung folgenden Tage in Kraft. Die Artikel 68 bis 77 der Reichsverfassung finden auf die von der Reichsregierung beschlossenen Gesetze keine Anwendung. | Rigslove besluttet af Rigsregeringen skal udfærdiges af Rigskansleren og forkyndes i Rigslovstidende. De træder i kraft dagen efter de er forkyndt, dersom ikke andet er fastlagt. Rigsforfatningens artikler 68 til 77 har ingen virkning i forhold til love iværksat af Rigsregeringen. |
| Artikel 4 | Artikel 4 |
| Verträge des Reiches mit fremden Staaten, die sich auf Gegenstände der Reichsgesetzgebung beziehen, bedürfen für die Dauer der Geltung dieser Gesetze nicht der Zustimmung der an der Gesetzgebung beteiligten Körperschaften. Die Reichsregierung erläßt die zur Durchführung dieser Verträge erforderlichen Vorschriften.                                     | Rigets traktater med fremmede stater som berører forhold ved Rigslovgivningen behøver for den periode de love gælder ikke tilslutning fra de organer som beskæftiger sig med lovgivning. Rigsregeringen giver de forskrifter som er nødvendige for iværksættelsen af disse traktater.     |
| Artikel 5 | Artikel 5 |
| Dieses Gesetz tritt mit dem Tage seiner Verkündung in Kraft. Es tritt mit dem 1. April 1937 außer Kraft, es tritt ferner außer Kraft, wenn die gegenwärtige Reichsregierung durch eine andere abgelöst wird. | Denne lov træder i kraft dagen efter den er forkyndt. Den træder ud af kraft den 1. april 1937, eller når den nuværende Rigsregering bliver afløst af en anden. |